# Менешть (Димбовіца)
Менешть, Менешті (рум. Mănești) — село у повіті Димбовіца в Румунії. Входить до складу комуни Менешть.
Село розташоване на відстані 86 км на північний захід від Бухареста, 14 км на захід від Тирговіште, 136 км на північний схід від Крайови, 80 км на південь від Брашова.

## Населення
За даними перепису населення 2002 року у селі проживали 1370 осіб, усі — румуни. Усі жителі села рідною мовою назвали румунську.